# Oron-la-Ville
Oron-la-Ville is een plaats en voormalige gemeente in het Zwitserse kanton Vaud.
De plaats telt 1.250 inwoners.

## Geschiedenis
Voor 2008 maakte de gemeente deel uit van het toenmalige district Oron. Op 1 januari 2008 werd de gemeente deel van het nieuwe district Lavaux-Oron.
Op 1 januari 2012 fuseerde de gemeente met de gemeentes Bussigny-sur-Oron, Châtillens, Chesalles-sur-Oron, Ecoteaux, Oron-le-Châtel, Les Tavernes, Les Thioleyres, Palézieux en Vuibroye tot de nieuwe gemeente Oron.
- Gemeinsame Normdatei: 4596057-4
- Historisch woordenboek van Zwitserland: 002562
- Library of Congress Control Number: n89672230
- Nationale Bibliotheek van Israël: 987007564998305171
- Virtual International Authority File: 156066371
- WorldCat: E39PBJtRQGd7R9HWTPVmH49MT3